# Cercococcyx
Cercococcyx is een geslacht van vogels uit de familie koekoeken (Cuculidae). Het geslacht telt drie soorten.

## Soorten
- Cercococcyx mechowi – Grijze langstaartkoekoek
- Cercococcyx montanus – Gestreepte langstaartkoekoek
- Cercococcyx olivinus – Bruine langstaartkoekoek